# Ramiro Cortés (Fußballspieler)
Sergio Ramiro Cortés Alba (* 27. April 1931 in La Serena; † 9. November 2016 in Santiago de Chile) war ein chilenischer Fußballspieler. Der Mittelfeldspieler wurde mit Audax Italiano chilenischer Meister 1957 und absolvierte 45 Länderspiele für Chile, in denen er ein Tor erzielte.

## Vereinskarriere
Ramiro Cortés begann im Amateurbereich bei der Stadtauswahl seiner Heimatstadt La Serena, mit der er 1949 chilenischer Amateurmeister wurde. Durch seine guten Auftritte wurde der Profiklub Audax Italiano auf ihn aufmerksam und verpflichtete ihn ab 1950, wobei er noch mit der Stadtauswahl 1951 erneut Amateurmeister wurde. Mit Audax gewann Cortés die Meisterschaft 1957. 1960 bewahrte er mit einem Tor gegen Santiago Morning sein Team vor dem Abstieg. Von 1962 bis 1964 spielte Cortés für Unión Española und beendete dort seine Karriere.
1969 übernahm er ab dem 9. Spieltag bis Saisonende das Traineramt von Audax.

## Nationalmannschaft
Ramiro Cortés debütierte in der Nationalmannschaft im März 1952 beim 6:1-Erfolg über Panama bei der Panamerikameisterschaft. Er kam in allen fünf Turnierpartien für La Roja zum Einsatz, das mit vier Siegen und einer Niederlage den zweiten Platz hinter Brasilien belegte. Beim Campeonato Sudamericano 1953 belegte Chile mit Cortés, der alle sechs Partien im Turnier absolvierte, den vierten Platz, allerdings nur einen Punkt hinter Südamerikameister Brasilien. Die Qualifikation zur Weltmeisterschaft 1954 in der Schweiz verpasste Chile klar.
Beim Campeonato Sudamericano 1955 wurde Cortés mit Chile erneut Vize-Südamerikameister. Vor dem letzten Spiel stand La Roja mit Argentinien punkt- und torgleich an der Tabellenspitze. Die Albiceleste gewann das Spiel knapp mit 1:0 und wurde somit Südamerikameister. Beim Campeonato Sudamericano 1956 könnte Chile erneut den zweiten Platz belegen, diesmal hinter Südamerikameister Uruguay. Bei der Panamerikameisterschaft 1956 erzielte Cortés beim 2:2-Unentschieden gegen Peru seinen einzigen Länderspieltreffer. Dies war auch der einzige Punkt im Turnier, so dass Chile von den sechs Teilnehmern den letzten Platz belegte.
Beim Campeonato Sudamericano 1957 absolvierte Ramiro Cortés nur die Auftaktpartie gegen Brasilien, die der Andenstaat mit 2:4 verlor. Danach wurde Cortés, ebenso wie Misael Escuti und Carlos Cubillos, wegen Undiszipliniertheiten aus der Nationalmannschaft verbannt. Die Verbannung wurde nach nur einem Jahr wieder aufgehoben und 1960 absolvierte Cortés weitere Freundschaftsspiele. Das letzte Länderspiel absolvierte er im Dezember 1960 beim 3:1-Freundschaftsspiel-Erfolg über Paraguay. Insgesamt lief Ramiro Cortés 45-mal für Chile auf und erzielte dabei ein Tor.

## Erfolge
Audax Italiano
- Chilenischer Meister: 1957